# New Basket Brindisi 2005-2006
La New Basket Brindisi 2005-2006, sponsorizzata Prefabbricati Pugliesi, prende parte al campionato dilettanti italiano di B Eccellenza. Chiude la stagione regolare al 5º posto con 18V e 12P, con 2481 punti fatti e 2284 punti subiti, ma viene eliminata al primo turno dei playoff dalla Mylena Treviglio.

## Storia
La New Basket Brindisi conquista la B Eccellenza grazie al ripescaggio per mancata iscrizione di alcune società. Intanto già coach Waldi Medeot aveva preso il posto di Massimo Bianchi approdato in Serie A. Il roster viene quindi rinforzato con l'innesto di Giampaolo Di Lorenzo play proveniente dalla Libertas Forlì, la guardia William Viale proveniente dal Basket Melfi, le ali Damiano Faggiano dal Basket Club Ferrara e Andrea Malamov dal Tesmed Torre Boldone, l'ala-pivot Paolo Giuliani dal Veroli Basket e i pivot Andrea Camata dalla Viola Reggio Calabria e Stefano Bazzucchi dalla Silver Basket Porto Torres. Durante la stagione dalla Fortitudo Bologna arriva il giovane play Alessandro Piazza e dalla Andrea Costa Imola l'esperta ala Filippo Cattabiani, mentre viene rescisso il contratto con Claudio Bonaccorsi. Avvicendamento anche in panchina coach Waldi Medeot viene sostituito prima temporaneamente con Giampaolo Di Lorenzo e poi con Tony Trullo. Miglior marcatore della stagione sarà Paolo Giuliani con 380 punti in 33 partite seguito da Claudio Bonaccorsi con 366 p. in 19 p. e Andrea Camata con 345 p. in 33 p.
Dettaglio statistico

## Roster
| New Basket Brindisi 2005/2006 | New Basket Brindisi 2005/2006 |
| Giocatori                     | Staff tecnico                 |
| ----------------------------- | ----------------------------- |

| N. | Naz.              | Ruolo | Nome                                | Anno | Alt.   | Peso |  |
| -- | ----------------- | ----- | ----------------------------------- | ---- | ------ | ---- |  |
| 4  | Italia (bandiera) | GA    | Michele Roselli                     | 1982 | 195 cm |      |  |
| 5  | Italia (bandiera) | P     | Giampaolo Di Lorenzo                | 1968 | 188 cm |      |  |
| 6  | Italia (bandiera) | PG    | Claudio Bonaccorsi (fino al 6/2/06) | 1966 | 187 cm |      |  |
| 7  | Italia (bandiera) | GA    | Andrea Malamov                      | 1983 | 196 cm |      |  |
| 8  | Italia (bandiera) | C     | Emanuele Magagnino                  | 1984 | 207 cm |      |  |
| 9  | Italia (bandiera) | G     | William Viale                       | 1980 | 193 cm |      |  |
| 10 | Italia (bandiera) | G     | Andrea Rubino                       | 1986 | 185 cm |      |  |
| 11 | Italia (bandiera) | P     | Alessandro Piazza (dal 18/11/05)    | 1987 | 172 cm |      |  |
| 12 | Italia (bandiera) | A     | Paolo Giuliani                      | 1972 | 202 cm |      |  |
| 13 | Italia (bandiera) | C     | Andrea Camata                       | 1973 | 215 cm |      |  |
| 14 | Italia (bandiera) | C     | Stefano Bazzucchi                   | 1978 | 205 cm |      |  |
| 15 | Italia (bandiera) | P     | Mauro Santoro                       | 1988 | 180 cm |      |  |
| 16 | Italia (bandiera) | A     | Salvatore Leo                       | 1986 | 202 cm |      |  |
| 18 | Italia (bandiera) | A     | Filippo Cattabiani (dal 10/1/06)    | 1970 | 200 cm |      |  |
| 19 | Italia (bandiera) | A     | Damiano Faggiano                    | 1975 | 193 cm |      |  |

| Allenatore                                                                    |
| - Waldi Medeot - Giampaolo Di Lorenzo(dal 6/12/05) - Tony Trullo (dal 6/2/06) |
| Assistente/i                                                                  |
| - Gigi Santini Legenda - (C) Capitano                                         |

## Risultati

### Campionato

#### Stagione regolare
| Arbitri: | Fabiani (San Piero a Ponti) Cappello (Porto Empedocle) |

|                                |            |                                           |
| Plateo 26, Dordei 13, Poeta 12 | Punti      | Faggiano 27, Bonaccorsi 15, Di Lorenzo 13 |
| Plateo, Rossi 2                | Assist     | 3 Di Lorenzo                              |
| Dordei 8                       | Rimbalzi   | 15 Faggiano                               |
| Stefano Salieri                | Allenatori | Waldi Medeot                              |

| Arbitri: | Paronelli (Gavirate) Luongo (Caserta) |

|                                         |            |                                    |
| Bonaccorsi 24, Giuliani 15, Faggiano 14 | Punti      | Marcante 16, Rossi 14, Cavazzon 13 |
| Bonaccorsi 6                            | Assist     | 4 Rossi                            |
| Giuliani 10                             | Rimbalzi   | 8 Benini, Lorenzetto               |
| Waldi Medeot                            | Allenatori | Simone Lottici                     |

| Arbitri: | Riosa (Trieste) Gasparri (Legnano) |

|                                   |            |                                     |
| Modica 18, Maiocco 13, Guarino 13 | Punti      | Camata 18, Bonaccorsi 10, Malamov 9 |
| Modica, Davolio, Guarino 3        | Assist     | 4 Bonaccorsi                        |
| Compagni 14                       | Rimbalzi   | 15 Camata                           |
| Massimo Bernardi                  | Allenatori | Waldi Medeot                        |

| Arbitri: | Capurro (Reggio Calabria) Pecorella (Trani) |

|                                          |            |                                       |
| Bonaccorsi 32, Faggiano 13, Bazzucchi 12 | Punti      | Casadei 21, Palombita 21, Basanisi 13 |
| Bonaccorsi 9                             | Assist     | 4 Losi                                |
| Faggiano 13                              | Rimbalzi   | 7 Amoroso                             |
| Waldi Medeot                             | Allenatori | Antonio Tinti                         |

| Arbitri: | Di Franco (Napoli) Ciaglia (Caserta) |

|                                         |            |                                 |
| Giuliani 18, Faggiano 17, Bonaccorsi 13 | Punti      | Gatti 14, Bruttini 13, Giuri 12 |
| Di Lorenzo 7                            | Assist     | 5 Giuri                         |
| Camata, Bazzucchi 7                     | Rimbalzi   | 6 Gatti                         |
| Waldi Medeot                            | Allenatori | Luigi Piatti                    |

| Arbitri: | Giovanrosa (Rocca Priora) Giumarra (Ragusa) |

|                                        |            |                                           |
| Ragionieri 26, Bagnoli 18, Saccocci 12 | Punti      | Bonaccorsi 22, Di Lorenzo 18, Giuliani 10 |
| Bonaiuti 3                             | Assist     | 3 Di Lorenzo                              |
| Bonaiuti, Ragionieri 5                 | Rimbalzi   | 18 Faggiano                               |
| Gianluca Tucci                         | Allenatori | Waldi Medeot                              |

| Arbitri: | Cerratto (Castellazzo Bormida) Del Toro (Casa del Diavolo) |

|                                     |            |                                       |
| Faggiano 16, Giuliani 15, Camata 14 | Punti      | Rabaglietti 15, Pennisi 12, Caruso 11 |
| Di Lorenzo 8                        | Assist     | 2 Santolamazza                        |
| Faggiano 9                          | Rimbalzi   | 14 Santolamazza                       |
| Waldi Medeot                        | Allenatori | Giuseppe Sidoti                       |

| Arbitri: | Moretti (San Mariano) Di Giambattista (Pescara) |

|                                     |            |                                       |
| Bertinelli 17, Trevisan 14, Vito 11 | Punti      | Bonaccorsi 31, Faggiano 16, Camata 13 |
|                                     | Assist     | 2 Bonaccorsi, Piazza                  |
| Dip 8                               | Rimbalzi   | 15 Camata                             |
| Domenico Sorgentone                 | Allenatori | Waldi Medeot                          |

| Arbitri: | Pisoni (Gorgonzola) Vaccarini (La Spezia) |

|                                           |            |                                 |
| Bonaccorsi 27, Giuliani 14, Di Lorenzo 11 | Punti      | Muro 21, Shorter 20, Picazio 13 |
| Bonaccorsi 6                              | Assist     | 2 Muro                          |
| Giuliani 12                               | Rimbalzi   | 11 Zivic                        |
| Waldi Medeot                              | Allenatori | Roberto Russo                   |

| Arbitri: | Sivieri (Vigarano Mainarda) Baldini (Firenze) |

|                                          |            |                                     |
| Acunzo 20, De Monaco 18, Di Salvatore 17 | Punti      | Giuliani 17, Piazza 12, Faggiano 11 |
| Cantone 6                                | Assist     | 2 Bonaccorsi, Piazza, Bazzucchi     |
| Acunzo 5                                 | Rimbalzi   | 6 Faggiano                          |
| Francesco Ponticiello                    | Allenatori | Waldi Medeot                        |

| Arbitri: | Scrima (Catanzaro) Bartoli (Trieste) |

|                             |            |                                         |
| Sorrentino 23, Martinelli 6 | Punti      | Faggiano 22, Bonaccorsi 17, Giuliani 15 |
| Mariani 2                   | Assist     | 6 Piazza                                |
| Bruschi 10                  | Rimbalzi   | 9 Giuliani                              |
| Enrico Fabbri               | Allenatori | Giampaolo Di Lorenzo                    |

| Arbitri: | Tirozzi (Bologna) Castelluccio (Napoli) |

|                                        |            |                                         |
| Bonaccorsi 24, Giuliani 10, Faggiano 9 | Punti      | Rossetti 18, Zaccariello 14, Dalfini 13 |
|                                        | Assist     | 3 Bertolazzi                            |
| Giuliani 11                            | Rimbalzi   | 10 Toppo                                |
| Giampaolo Di Lorenzo                   | Allenatori | Massimo Friso                           |

| Arbitri: | Auriemma (Napoli) Beneduce (Caserta) |

|                                   |            |                                     |
| Berlati 16, Spigaglia 14, Bigi 13 | Punti      | Bonaccorsi 27, Giuliani 20, Viale 8 |
|                                   | Assist     | 3 Bonaccorsi                        |
| Cappanni 7                        | Rimbalzi   | 14 Giuliani                         |
| Enrico Fabbri                     | Allenatori | Giampaolo Di Lorenzo                |

| Arbitri: | Scudiero (Milano) Pecorella (Trani) |

|                                       |            |                                         |
| Bonaccorsi 26, Viale 15, Bazzucchi 14 | Punti      | Sorrentino 17, Maggio 13, Passatelli 11 |
| Piazza 5                              | Assist     | 2 Sorrentino                            |
| Giuliani 10                           | Rimbalzi   | 6 Maggio                                |
| Giampaolo Di Lorenzo                  | Allenatori | Gianni Recupido                         |

| Arbitri: | Biasini (Veroli) Buttinelli (Roma) |

|                                   |            |                                  |
| Basei 22, Carretta 20, Bastoni 20 | Punti      | Viale 26, Camata 16, Giuliani 10 |
| Bastoni, Coronini 2               | Assist     | 5 Bonaccorsi, Piazza             |
| Basei 10                          | Rimbalzi   | 7 Camata, Giuliani, Bazzucchi    |
| Federico Fucà                     | Allenatori | Giampaolo Di Lorenzo             |

| Arbitri: | Sivieri (Vigarano Mainarda) Ranaudo (Milano) |

|                                    |            |                                |
| Bonaccorsi 24, Camata 15, Viale 13 | Punti      | Dordei 20, Poeta 17, Plateo 15 |
| Bonaccorsi 3                       | Assist     | 5 Poeta                        |
| Camata 11                          | Rimbalzi   | 6 Dordei                       |
| Giampaolo Di Lorenzo               | Allenatori | Stefano Salieri                |

| Arbitri: | Tirozzi (Bologna) Binda (Ancona) |

|                                     |            |                                     |
| Cavazzon 25, Benini 16, Marcante 11 | Punti      | Bonaccorsi 24, Camata 11, Piazza 10 |
| Marcante 3                          | Assist     | 3 Piazza                            |
| Marchetti 10                        | Rimbalzi   | 9 Camata                            |
| Simone Lottici                      | Allenatori | Giampaolo Di Lorenzo                |

| Arbitri: | Giovanrosa (Rocca Priora) Scrima (Catanzaro) |

|                                      |            |                                   |
| Bonaccorsi 13, Giuliani 13, Viale 11 | Punti      | Pierich 25, Modica 13, Guarino 12 |
| Bonaccorsi 3                         | Assist     | 3 Modica                          |
| Camata 6                             | Rimbalzi   | 7 Pierich                         |
| Giampaolo Di Lorenzo                 | Allenatori | Massimo Bernardi                  |

| Arbitri: | Di Francia (Napoli) Dal Bosco (Monselice) |

|                                       |            |                                        |
| Palombita 29, Amoroso 13, Basanisi 12 | Punti      | Cattabiani 18, Bonaccorsi 16, Piazza 8 |
| Bonaccorsi 9                          | Assist     | 4 Losi                                 |
| Faggiano 13                           | Rimbalzi   | 7 Amoroso                              |
| Antonio Tinti                         | Allenatori | Giampaolo Di Lorenzo                   |

| Arbitri: | Bernhart (Treviso) De Gobbis (Trieste) |

|                              |            |                                     |
| Gattoni 29, Gori 15, Soro 14 | Punti      | Camata 24, Cattabiani 20, Piazza 10 |
| Gori 3                       | Assist     | 3 Piazza                            |
| Binetti 7                    | Rimbalzi   | 19 Camata                           |
| Francesco Binetti            | Allenatori | Tony Trullo                         |

| Arbitri: | Moretti (San Mariano) Orlandi (Livorno) |

|                                       |            |                                     |
| Camata 16, Giuliani 16, Di Lorenzo 14 | Punti      | Causin 14, Bisconti 13, Virgilio 12 |
| Piazza, Di Lorenzo 5                  | Assist     | 2 Virgilio                          |
| Giuliani 12                           | Rimbalzi   | 6 Radovanovic                       |
| Tony Trullo                           | Allenatori | Andrea Zanchi                       |

| Arbitri: | Luongo (Caserta) Bagli (Piazza Armerina) |

|                                       |            |                                       |
| Gizzi 20, Santolamazza 19, Pennisi 16 | Punti      | Camata 21, Giuliani 15, Cattabiani 11 |
| Santolamazza 4                        | Assist     | 2 Piazza                              |
| Pennisi 11                            | Rimbalzi   | 6 Camata                              |
| Giuseppe Sidoti                       | Allenatori | Tony Trullo                           |

| Arbitri: | Castellari (Bologna) Battista (Pontassieve) |

|                                          |            |                                       |
| Giuliani 20, DiLorenzo 18, Cattabiani 17 | Punti      | Evangelisti 24, Trevisan 16, Ianes 12 |
| Piazza, Cattabiani 3                     | Assist     | 2 Evangelisti                         |
| Camata 10                                | Rimbalzi   | 13 Ianes                              |
| Tony Trullo                              | Allenatori | Domenico Sorgentone                   |

| Arbitri: | Ciaglia (Caserta) Di Francesco (Teramo) |

|                               |            |                                        |
| Muro 17, Shorter 16, Zivic 12 | Punti      | Cattabiani 15, Malamov 14, Giuliani 11 |
| Muro 4                        | Assist     | 2 Camata                               |
| Shorter 8                     | Rimbalzi   | 7 Camata                               |
| Roberto Russo                 | Allenatori | Tony Trullo                            |

| Arbitri: | Del Guadio (Assisi) Riuscietti (Trento) |

|                                     |            |                                           |
| Faggiano 21, Giuliani 19, Piazza 14 | Punti      | Acunzo 15, Di Salvatore 15, Tommasiello 8 |
| Faggiano, Piazza, Malamov 3         | Assist     | 2 Acunzo, De Monaco                       |
| Faggiano 8                          | Rimbalzi   | 4 De Monaco                               |
| Tony Trullo                         | Allenatori | Francesco Ponticiello                     |

| Arbitri: | Balestreri (Ferrara) Vecchio (Treviso) |

|                                   |            |                                       |
| Piazza 15, Giuliani 13, Camata 10 | Punti      | Sorrentino 21, Fattori 14, De Santi 8 |
| Camata 3                          | Assist     | 3 Bruni                               |
| Giuliani 9                        | Rimbalzi   | 9 Desanti                             |
| Tony Trullo                       | Allenatori | Michele Tomei                         |

| Arbitri: | Paronelli (Varese) Sivieri (Vigarano Mainarda) |

|                                      |            |                                      |
| Bertolazzi 21, Rossetti 20, Toppo 18 | Punti      | Giuliani 21, Piazza 15, Bazzucchi 10 |
| Bertolazzi 4                         | Assist     | 5 Di Lorenzo                         |
| Zaccariello 12                       | Rimbalzi   | 10 Giuliani                          |
| Massimo Friso                        | Allenatori | Tony Trullo                          |

| Arbitri: | Binda (Ancona) Betetto (Castel D'Azzano) |

|                                    |            |                                        |
| Viale 20, Cattabiani 18, Roselli 8 | Punti      | Spigaglia 16, Gallerini 15, Storchi 13 |
| Piazza 3                           | Assist     |                                        |
| Giuliani 8                         | Rimbalzi   | 6 Storchi                              |
| Tony Trullo                        | Allenatori | Piero Coen                             |

| Arbitri: | Flammini (Ferrara) Diana (Mestre) |

|                                     |            |                                   |
| Maggio 19, Vetrone 16, Sorrentino 8 | Punti      | Viale 24, Faggiano 17, Roselli 15 |
| Zinetti 8                           | Rimbalzi   | 6 Camata                          |
| Gianni Recupido                     | Allenatori | Tony Trullo                       |

| Arbitri: | Beneduce (Caserta) Bartoli (Trieste) |

|                                      |            |                                   |
| Giuliani 20, Cattabiani 15, Viale 12 | Punti      | Basei 18, Carretta 14, Agostini 9 |
| Cattabiani, Malamov 2                | Assist     | 2 Coronini                        |
| Camata, Cattabiani 8                 | Rimbalzi   | 7 Basei, Fantaccini               |
| Tony Trullo                          | Allenatori | Federico Fucà                     |

#### Play Off
| Arbitri: | Rostain (Torino) Biasini (Veroli) |

|                                         |            |                                       |
| Nanut 27, Chiragarula 15, De Martini 10 | Punti      | Giuliani 14, Cattabiani 13, Piazza 11 |
| Chiragarula, Nanut 3                    | Assist     | 3 Faggiano                            |
| Degli Agosti 6                          | Rimbalzi   | 8 Giuliani                            |
| Cesare Ciocca                           | Allenatori | Tony Trullo                           |

| Arbitri: | Castelluccio (Napoli) Scrima (Catanzaro) |

|                                     |            |                                  |
| Cattabiani 31, Piazza 18, Camata 15 | Punti      | Gamba 18, De Martini 17, Riva 14 |
| Di Lorenzo 2                        | Assist     | 2 Chiragarula                    |
| Camata, Giuliani 10                 | Rimbalzi   | 6 Gironi                         |
| Tony Trullo                         | Allenatori | Cesare Ciocca                    |

| Arbitri: | Ciaglia (Caserta) Fabiani (San Piero a Ponti) |

|                                         |            |                                     |
| De Martini 18, Nanut 14, Chiragarula 12 | Punti      | Camata 16, Cattabiani 11, Piazza 10 |
|                                         | Assist     | 2 Piazza                            |
| Nanut 7                                 | Rimbalzi   | 10 Camata                           |
| Cesare Ciocca                           | Allenatori | Tony Trullo                         |

### Coppa Italia

#### Summer Cup
| San Pietro Vernotico 4 settembre 2005 1º turno andata, ore 18:00 UTC+2                                                                                            | N.B. Brindisi | 116 – 82 (24-23;56-36;87-63) referto   | Olimpia Matera | (500 spett.) |
| \| \| \| \| \| Bonaccorsi 23, Bazzucchi 21, Malamov 15 \| Punti \| Tessitore 26, Alfonso 14, Longobardi 6 \| \| Waldi Medeot \| Allenatori \| Roberto Miriello \| |               |                                        |                |              |
| |               |                                        |                |              |
| Bonaccorsi 23, Bazzucchi 21, Malamov 15 | Punti         | Tessitore 26, Alfonso 14, Longobardi 6 |                |              |
| Waldi Medeot | Allenatori    | Roberto Miriello                       |                |              |

| Matera 7 settembre 2005 1º turno ritorno, ore 18:00 UTC+2 | Olimpia Matera | 102 – 95 (34-28;50-47;67-75) referto  | N.B. Brindisi | PalaSassi (400 spett.) |
| \| \| \| \| \| Giuffrida 40, Longobardi 22, Cucinelli 12 \| Punti \| Bonaccorsi 28, Camata 20, Giuliani 19 \| \| Roberto Miriello \| Allenatori \| Waldi Medeot \| |                |                                       |               |                        |
| |                |                                       |               |                        |
| Giuffrida 40, Longobardi 22, Cucinelli 12 | Punti          | Bonaccorsi 28, Camata 20, Giuliani 19 |               |                        |
| Roberto Miriello | Allenatori     | Waldi Medeot                          |               |                        |

| San Severo 21 settembre 2005 2º turno, ore 18:00 UTC+2                                                                                                 | N.B. Brindisi | 69 – 84 (21-15;29-39;47-65) referto  | Robur Osimo | Palasport Falcone e Borsellino |
| \| \| \| \| \| Camata 19, Viale 15, Giuliani 14 \| Punti \| Colussi 20, Bucci 15, Pol Bodetto 14 \| \| Waldi Medeot \| Allenatori \| Stefano Cioppi \| |               |                                      |             |                                |
| |               |                                      |             |                                |
| Camata 19, Viale 15, Giuliani 14 | Punti         | Colussi 20, Bucci 15, Pol Bodetto 14 |             |                                |
| Waldi Medeot | Allenatori    | Stefano Cioppi                       |             |                                |

## Statistiche

### Statistiche di squadra
| Competizione   | Punti | In casa | In casa | In casa | In casa | In casa | In trasferta | In trasferta | In trasferta | In trasferta | In trasferta | Totale | Totale | Totale | Totale | Totale | Totale |
| Competizione   | Punti | G       | V       | P       | Ptf     | Pts     | G            | V            | P            | Ptf          | Pts          | G      | V      | P      | Ptf    | Pts    | Diff.  |
| -------------- | ----- | ------- | ------- | ------- | ------- | ------- | ------------ | ------------ | ------------ | ------------ | ------------ | ------ | ------ | ------ | ------ | ------ | ------ |
| B d'Eccellenza | 38    | 16      | 12      | 4       | 1354    | 1172    | 17           | 7            | 10           | 1347         | 1338         | 29     | 19     | 10     | 2701   | 2510   | +191   |
| Summer League  | 2     | 2       | 1       | 1       | 185     | 166     | 1            | 0            | 1            | 95           | 102          | 3      | 1      | 2      | 280    | 268    | +12    |
| Totale         | 40    | 18      | 13      | 5       | 1539    | 1338    | 18           | 7            | 11           | 1442         | 1440         | 36     | 20     | 16     | 2981   | 2778   | +203   |

### Statistiche dei giocatori
| Nome                 | G  | Pun  | Min  | Falli | Falli | Tiri da 2 | Tiri da 2 | Tiri da 2 | Tiri da 3 | Tiri da 3 | Tiri da 3 | Tiri Liberi | Tiri Liberi | Tiri Liberi | Rimbalzi | Rimbalzi | Rimbalzi | Stop | Stop | Palle | Palle | Ass | Val  | Media Punti | Madia Val. |
| Nome                 | G  | Pun  | Min  | C     | S     | R         | T         | %         | R         | T         | %         | R           | T           | %           | O        | D        | T        | D    | S    | P     | R     | Ass | Val  | Media Punti | Madia Val. |
| -------------------- | -- | ---- | ---- | ----- | ----- | --------- | --------- | --------- | --------- | --------- | --------- | ----------- | ----------- | ----------- | -------- | -------- | -------- | ---- | ---- | ----- | ----- | --- | ---- | ----------- | ---------- |
| Paolo Giuliani       | 33 | 380  | 983  | 84    | 96    | 145       | 250       | 58.0      | 3         | 15        | 20.0      | 81          | 113         | 71.7        | 58       | 189      | 247      | 12   | 6    | 57    | 48    | 25  | 512  | 11,5        | 15,5       |
| Claudio Bonaccorsi   | 19 | 366  | 627  | 30    | 50    | 26        | 60        | 43.3      | 84        | 212       | 39.6      | 62          | 67          | 92.5        | 7        | 21       | 28       | 0    | 1    | 66    | 14    | 59  | 253  | 19,3        | 13,3       |
| Andrea Camata        | 33 | 345  | 712  | 103   | 69    | 145       | 229       | 63.3      | 1         | 8         | 12.5      | 52          | 78          | 66.7        | 86       | 156      | 242      | 22   | 4    | 62    | 33    | 20  | 445  | 10,5        | 13,5       |
| Damiano Faggiano     | 33 | 310  | 901  | 74    | 80    | 96        | 167       | 57.5      | 16        | 48        | 33.3      | 70          | 87          | 80.5        | 65       | 134      | 199      | 0    | 10   | 46    | 42    | 29  | 410  | 9,4         | 12,4       |
| William Viale        | 32 | 245  | 558  | 68    | 51    | 47        | 111       | 42.3      | 42        | 109       | 38.5      | 25          | 36          | 69.4        | 8        | 33       | 41       | 1    | 9    | 37    | 32    | 10  | 124  | 7,7         | 3,9        |
| Filippo Cattabiani   | 17 | 223  | 506  | 44    | 35    | 55        | 98        | 56.1      | 29        | 94        | 30.9      | 26          | 31          | 83.9        | 12       | 74       | 86       | 2    | 3    | 35    | 19    | 14  | 184  | 13,1        | 10,8       |
| Alessandro Piazza    | 26 | 219  | 749  | 57    | 119   | 41        | 85        | 48.2      | 23        | 88        | 26.1      | 68          | 119         | 57.1        | 25       | 48       | 73       | 0    | 3    | 58    | 75    | 65  | 273  | 8,4         | 10,5       |
| Giampaolo Di Lorenzo | 25 | 205  | 529  | 55    | 33    | 32        | 61        | 52.5      | 38        | 102       | 37.3      | 27          | 33          | 81.8        | 2        | 41       | 43       | 0    | 4    | 50    | 19    | 58  | 150  | 8,2         | 6,0        |
| Andrea Malamov       | 31 | 187  | 555  | 76    | 56    | 35        | 95        | 36.8      | 25        | 85        | 29.4      | 42          | 61          | 68.9        | 14       | 51       | 65       | 3    | 6    | 43    | 31    | 20  | 98   | 6,0         | 3,2        |
| Stefano Bazzucchi    | 29 | 157  | 397  | 84    | 76    | 45        | 89        | 50.6      | 2         | 4         | 50.0      | 61          | 103         | 59.2        | 26       | 77       | 103      | 8    | 8    | 43    | 25    | 12  | 158  | 5,4         | 5,4        |
| Michele Roselli      | 21 | 50   | 157  | 28    | 12    | 15        | 29        | 51.7      | 4         | 13        | 30.8      | 8           | 9           | 88.9        | 7        | 17       | 24       | 2    | 0    | 12    | 5     | 2   | 31   | 2,4         | 1,5        |
| Salvatore Leo        | 2  | 8    | 9    | 1     | 2     | 2         | 3         | 66.7      | 1         | 2         | 50.0      | 1           | 2           | 50.0        | 2        | 1        | 3        | 0    | 0    | 0     | 0     | 0   | 9    | 4           | 4,5        |
| Mauro Santoro        | 4  | 6    | 17   | 0     | 2     | 2         | 2         | 100.0     | 0         | 2         | 0.0       | 2           | 4           | 50.0        | 1        | 1        | 2        | 0    | 0    | 2     | 0     | 0   | 4    | 1,5         | 1,0        |
| squadra              | 0  | 0    | 0    | 2     | 2     | 0         | 0         | 0.0       | 0         | 0         | 0.0       | 0           | 0           | 0.0         | 83       | 40       | 123      | 0    | 0    | 26    | 186   | 0   | 283  | -           | -          |
| TOTALE               | 33 | 2701 | 6700 | 706   | 683   | 686       | 1279      | 53.6      | 268       | 782       | 34.3      | 525         | 743         | 70.7        | 396      | 883      | 1279     | 50   | 54   | 537   | 529   | 314 | 2934 | 81,8        | 88,9       |
| MEDIE                |    |      |      | 21,4  | 20,7  | 20,8      | 38,8      | 53.6      | 8,1       | 23,7      | 34.3      | 15,9        | 22,5        | 70.7        | 12,0     | 26,8     | 38,8     | 1,5  | 1,6  | 16,3  | 16,0  | 9,5 |      |             |            |

## Fonti
Superbasket (periodico) edizione 2005-06